# Michele Prône
Michele Prône (Raon-L'Etape, 1942) es una botánica, micóloga, conservadora, profesora, taxónoma, y exploradora francesa.
Desarrolla actividades académicas y científicas en el Laboratorio de Botánica, de la Universidad de Lorena.

## Membresías
- de la Société Botanique de France[3]